# Château et parc culturel de Rentilly
Le château de Rentilly, datant du XVIe siècle, se situe en Seine-et-Marne sur deux communes — Bussy-Saint-Martin et Bussy-Saint-Georges — dans la grande banlieue est de Paris.
Son parc fut inscrit à l’inventaire des sites par arrêté du 4 mai 1944.
Propriété depuis 2001 de la communauté d'agglomération de Marne et Gondoire, le domaine est depuis 2014 voué à l'art contemporain.

## Histoire du château
La construction du château de Rentilly, sous les ordres de Jean Bourdereul, avocat au parlement, date du début du XVIe siècle. Il fut acheté par Jean de Ligny, secrétaire du roi Henri IV et sa femme  Anne Duguet, en 1599 qui ordonne une reconstruction entière du bâtiment. Il est ensuite donné par legs à sa fille la princesse de Furstenberg qui elle-même le lègue à sa fille. Celle-ci fait construire en 1697 une chapelle sur le domaine. Elle obtient, 12 ans plus tard que les habitants du village puissent venir prier sans avoir à aller à l’église de Bussy-Saint Martin trop éloignée.
De nombreux propriétaires se succèdent, le château passe successivement entre les mains de la famille de Thomé. René de Thomé, ancien capitaine des gardes françaises, maréchal de camp des armées du roi et chevalier de Saint-Louis, commence la reconstruction complète du château en 1774 pour lui donner un aspect d'un château à l'italienne. La reconstruction prend fin en 1780.
Il le vend le 31 juillet 1819 à Isaac Thuret, consul des Pays-Bas. Sa femme Henrietta van de Paadvoort fait exécuter des travaux d'embellissement, sans pour autant toucher à l'aspect extérieur du château. Elle entreprend la transformation de l'intérieur du château, ainsi la chapelle devient une bibliothèque, les combles deviennent une salle de billard ; elle fait également venir des tableaux de maître, fait entrer le marbre, les bronzes, le tout pour asseoir la fortune de la famille aux yeux de tous.
Elle fait faire des travaux d'embellissement du domaine en créant un parc à l'italienne et fait planter des arbres d'essences rares.
Malheureusement, cette fortune ne dure pas. Isaac Thuret fait faillite et son bien est vendu par ses fils, le 30 janvier 1846 à Ernest André, banquier qui fait exécuter de nombreux travaux. En 1863, ce dernier cède la propriété à son fils Édouard, grand collectionneur d’œuvres d’art qui le conserve jusqu'en 1890.

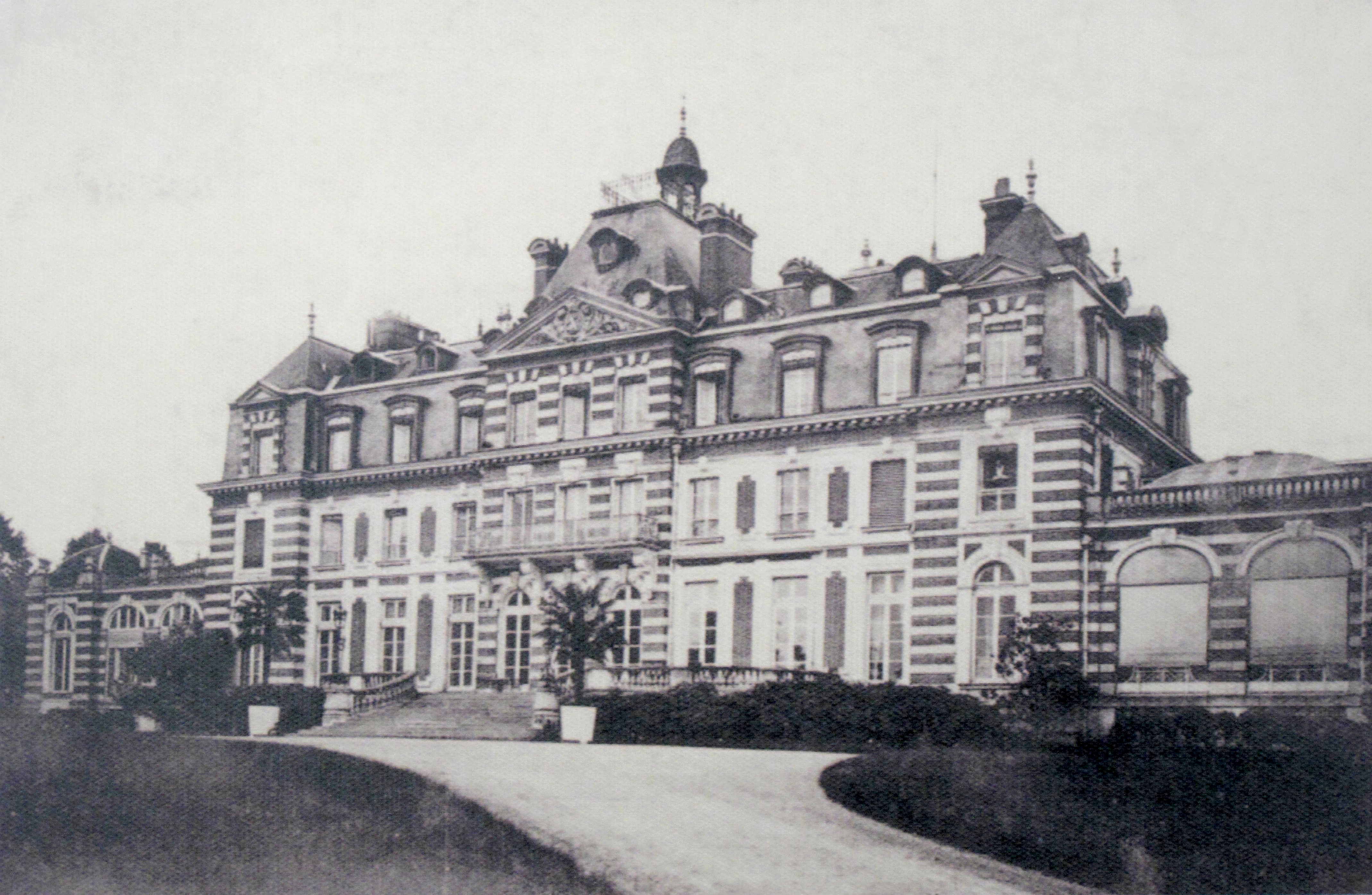
Le château de Rentilly avant son incendie.

Édouard André agrandit le château en hauteur, puis fait construire des ailes et des clochetons, transformant ainsi ce château de style italien en style Louis XIII.
Il entreprend de revoir également la disposition du parc, fait construire des bassins en béton aggloméré, qui à l'époque n'était pas un matériau utilisé pour ce genre de constructions. Il l'agrémente de sculptures, de statues.
Gustave Flaubert, dans une de ses correspondances décrit ainsi le domaine :

« J'ai été à Rentilly, au delà de Lagny, chez Mme André. Ce château est d'un luxe qui dépasse tout ce que j'ai vu jusqu'à présent. Il est vrai qu'il y a dans la maison plus d'un million de rentes, et je le crois sans peine, d'après le train qu'on y mène. J'ai vu arriver à la fois, par quatre avenues, dans le parc, quatre voitures de la maison, chacune attelée de deux chevaux superbes, etc. »

En 1891, l'industriel et homme politique Gaston Menier devient le nouveau propriétaire. Il apporte également des modifications de l'aspect de ce château : un hammam, une chaufferie, des écuries ainsi que trois pavillons furent rajoutés.

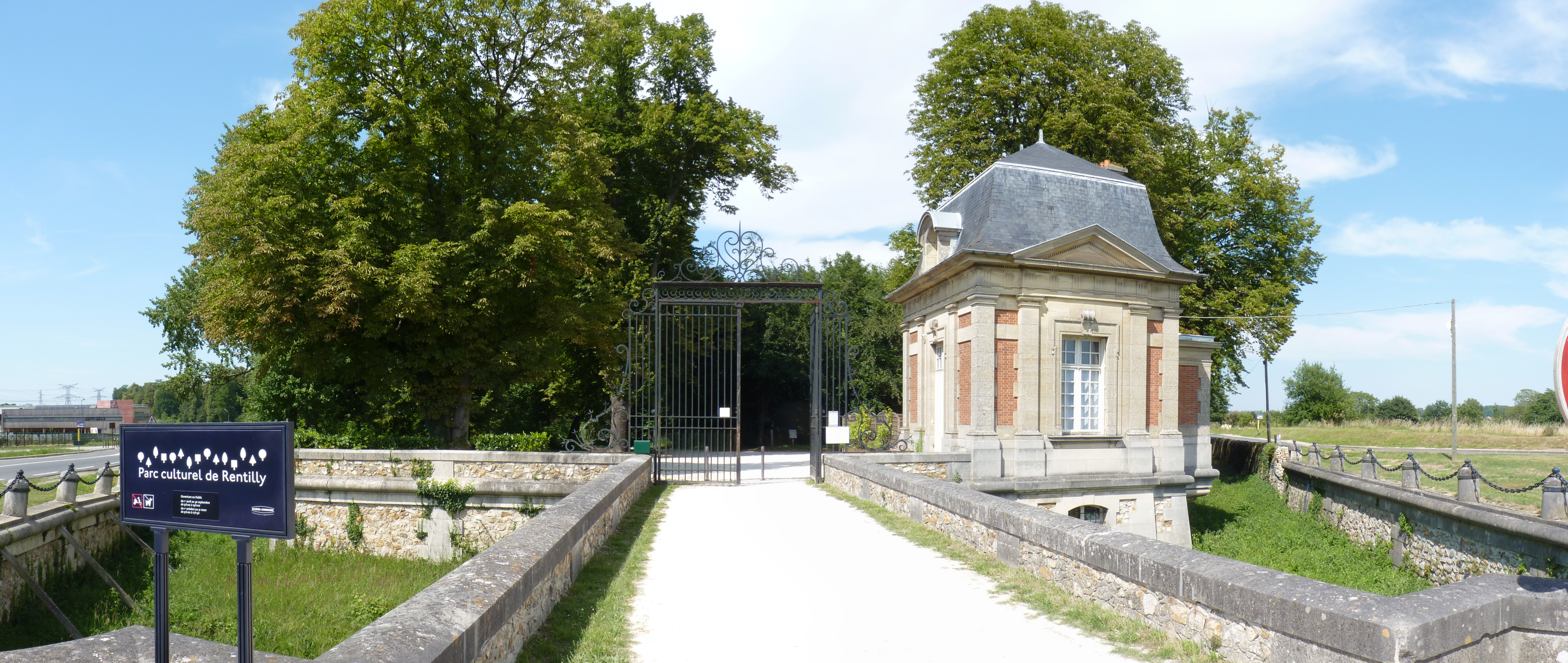
Entrée du parc culturel de Rentilly

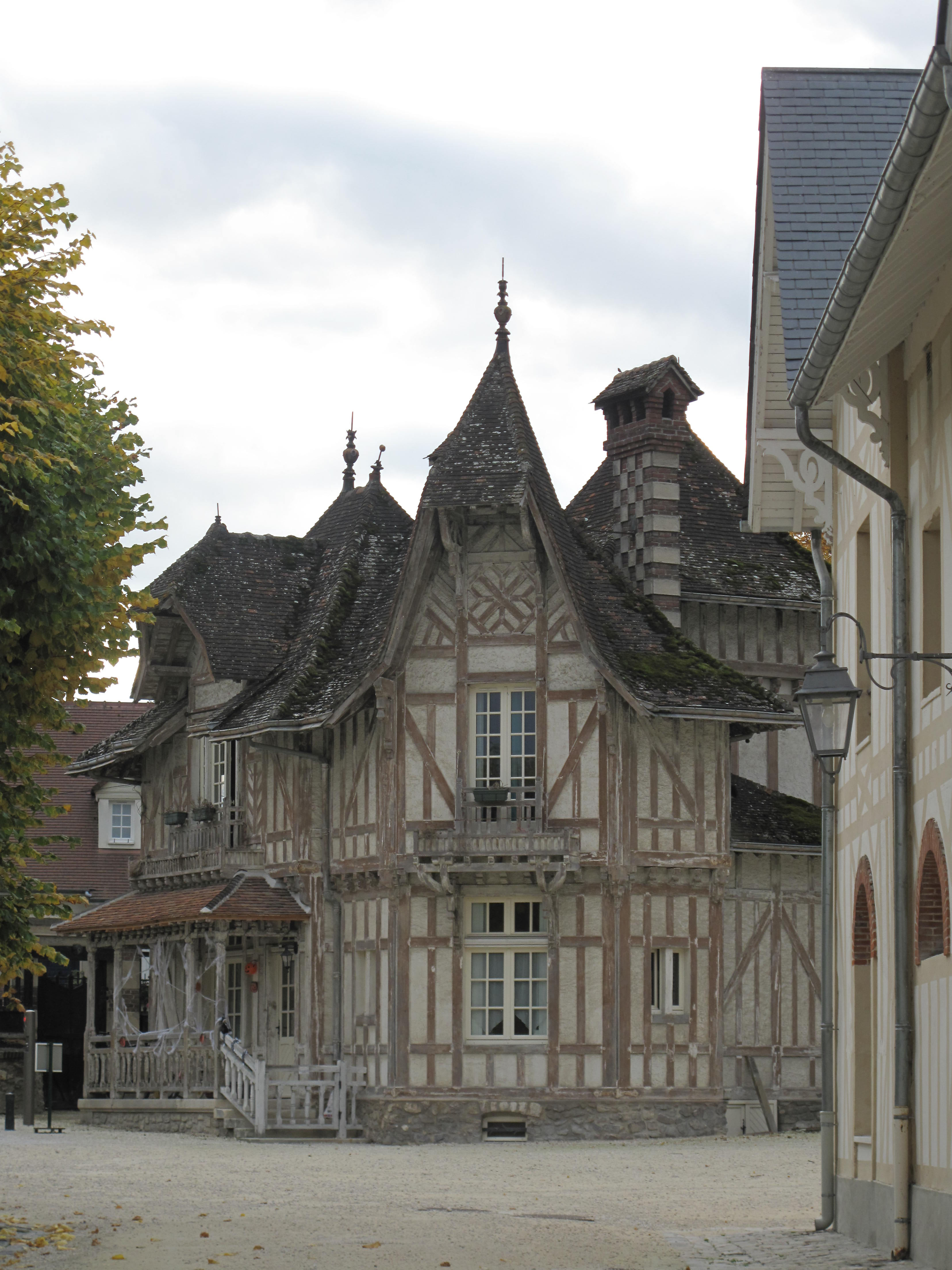
Villa de l'entrée nord du parc.

Le château est réquisitionné pendant la Seconde Guerre mondiale et sert de caserne à un groupe mobile de réserve (une force paramilitaire créée sous Vichy et ancêtre des CRS). Le château est incendié à la Libération, le 22 août 1944. Jacques Menier, propriétaire depuis 1913, le fait reconstruire entre 1954 et 1957 dans le style Directoire.
Au décès de celui-ci en 1953, le château revient à Hubert Menier. Ses descendants font construire une piscine dans l'orangerie.
Le château subit de nombreux cambriolages et est vidé de tous ses biens les plus précieux.
Depuis 1976, les Établissements publics d'aménagement de Marne-la-Vallée (Epamarne) avaient pour projet de transformer le domaine en secteur économique, un projet de complexe de 77 000 m2 de bureaux était envisagé. En 1988, Epamarne obtient la jouissance du domaine, la construction commence mais est stoppée par des recours d'associations et d'élus locaux. Le permis de construire est annulé en 1993 et les bâtiments déjà construits sont détruits en 2006.
En 2001 la Communauté d'agglomération de Marne et Gondoire y installe son siège.
S'ensuit une réhabilitation du site : dès 2003 le parc est augmenté de nombreux arbres, les allées sont dégagées, des clairières aménagées et il est remis en son état de parc à l'anglaise. Des travaux sont effectués également sur le château, mais vu son état général, il est décidé en 2011 de lancer un appel à projets pour concevoir de manière artistique et atypique une nouvelle architecture s'intégrant avec le décor et l'immense parc. Le coût de ce projet est de 4,57 millions d'euros, chiffre contesté par le président de la Communauté de communes.
Le château est devenu un centre destiné à l'art. Son aspect extérieur a totalement changé, il a été totalement recouvert de glaces sans tain et d'inox « semble sorti tout droit d'un épisode de Star Wars ».
Cette nouvelle construction est critiquée par l'association  Vigilance Marne-et-Gondoire, qui en déplore les conséquences écologiques, et la Ligue pour la protection des oiseaux qui considère cet habillage mortifère pour les oiseaux.
Ce domaine est depuis 2014 un centre consacré à l'art contemporain.

## Parc
D'une superficie de 50 hectares, il abrite de nombreux arbres qui ont été plantés au fur et à mesure des années et des transformations du parc, il s'agit entre autres de sophoras du Japon , de séquoias géants, de ginkgo biloba (ou arbres aux quarante écus) ou d'érables palmés.

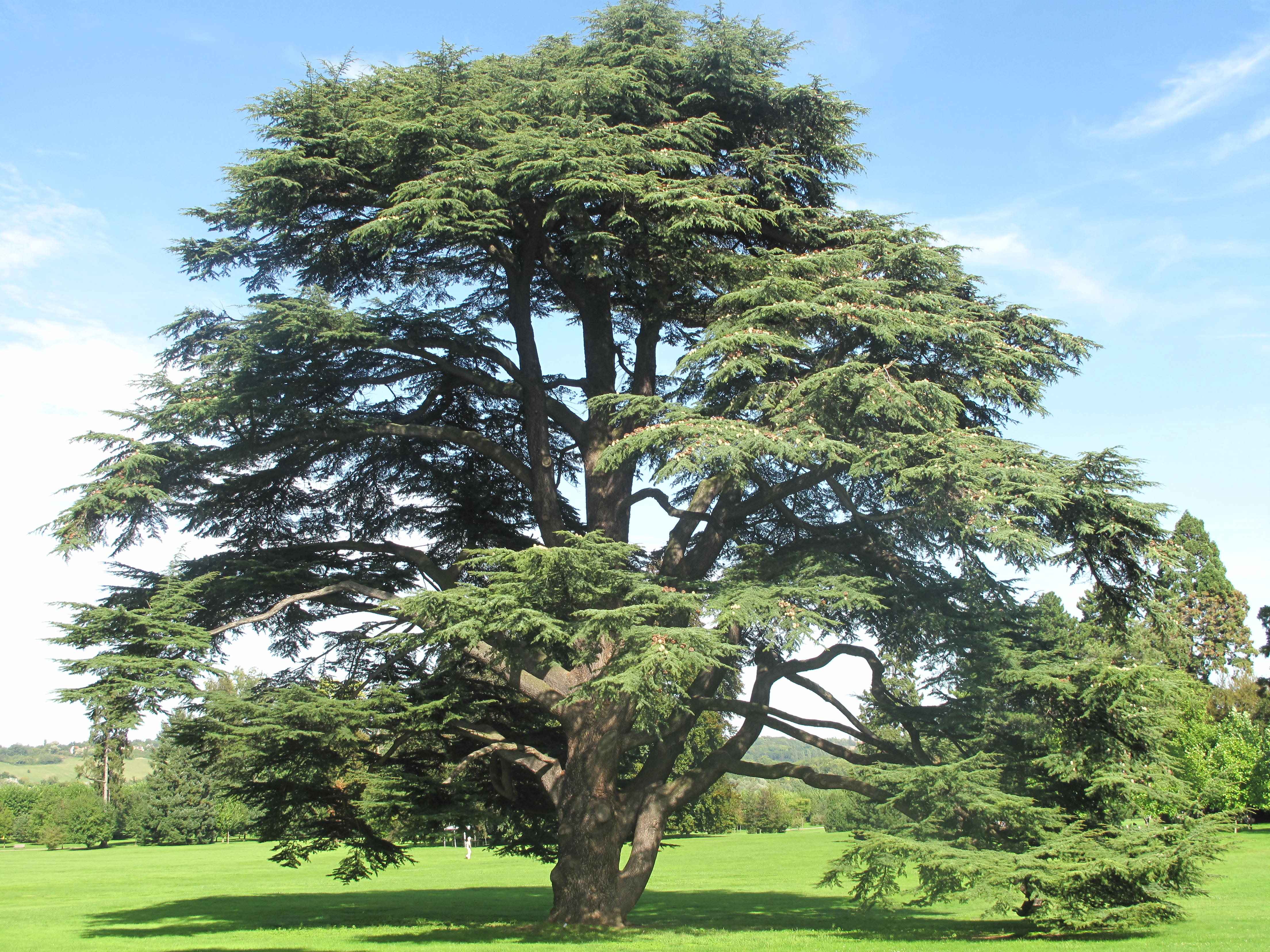
Cèdre de l'Atlas
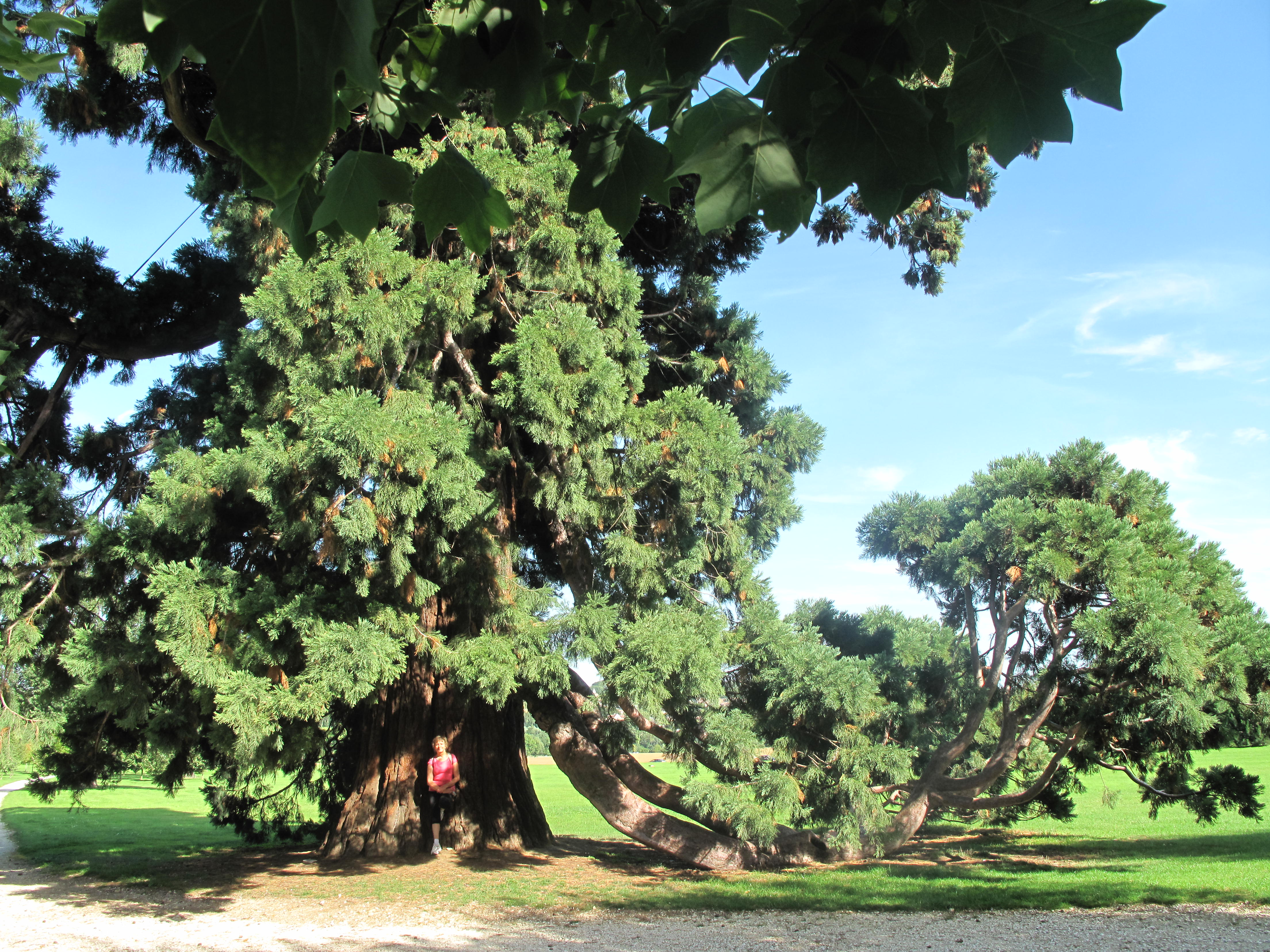
Séquoia géant
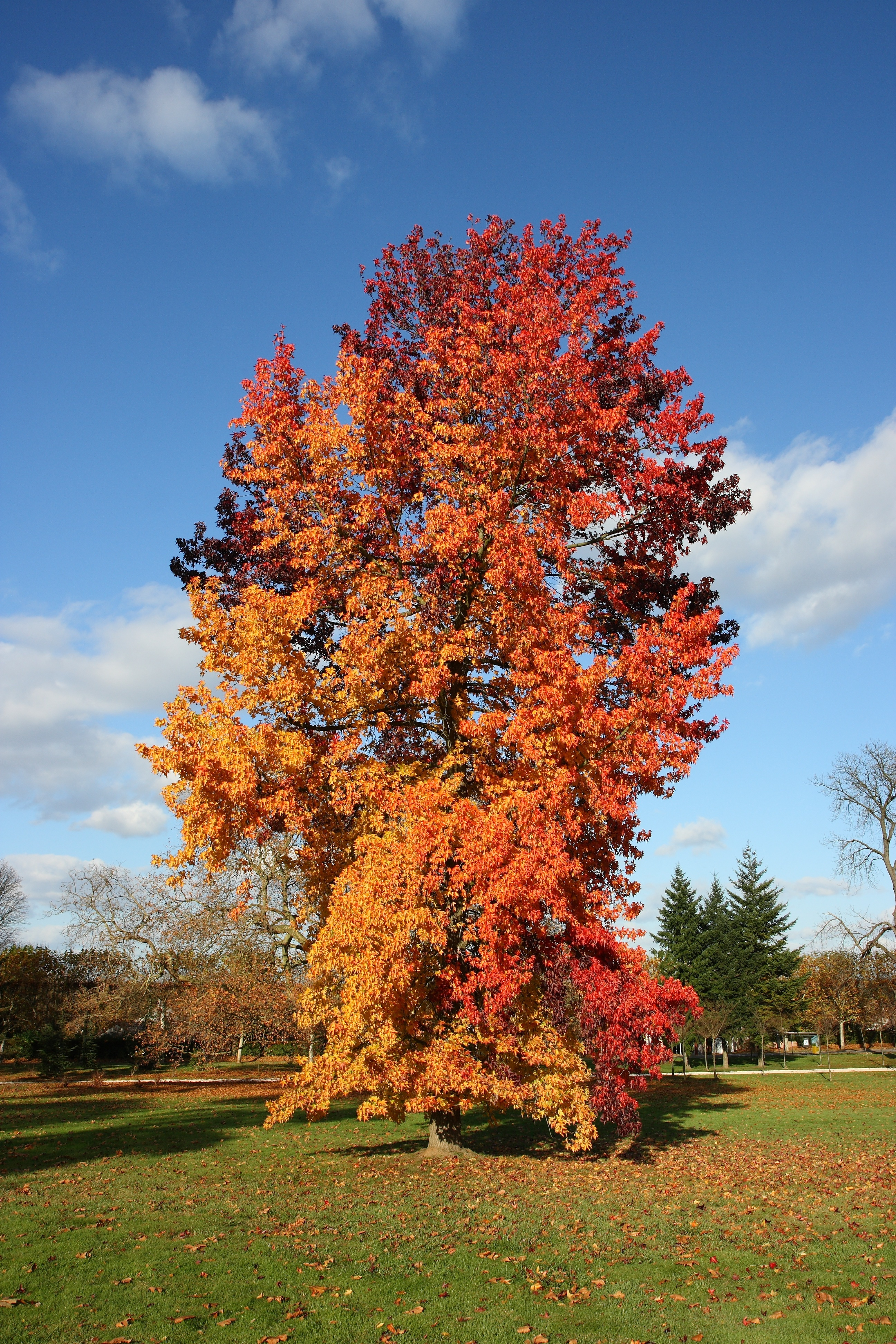
Copalme d'Amérique ou liquidambar